# Idalima
Idalima is een geslacht van vlinders van de familie Uilen (Noctuidae), uit de onderfamilie Agaristinae.

## Soorten
- I. affinis Boisduval, 1832
- I. ardescens Butler, 1884
- I. diversa Walker, 1864
- I. hemiphragma Lower, 1903
- I. metasticta Hampson, 1910
- I. subaspersa Walker, 1864